# Gillian Justiana
Gillian Justiana (nacido el 5 de marzo de 1991 en Zwolle) es un futbolista internacional neerlandés que juega actualmente para el Helmond Sport de la Segunda División del fútbol neerlandés; se desempeña en el terreno de juego como defensor lateral.

## Clubes
| Club          | País         | Año       |
| ------------- | ------------ | --------- |
| PEC Zwolle    | Países Bajos | 2009–2011 |
| Helmond Sport | Países Bajos | 2011–act. |